# Moorddiner
Wat is een Immersive moordspel, zoals een moorddiner of moordweekend.
Het is theater, maar dan levensecht!
Een Immersive moordspel is geen bordspel en al helemaal geen gewone ‘dinershow’. Het is een unieke ervaring waarin de grens tussen fictie en werkelijkheid vervaagt.
U bevindt zich niet op een stoel in een theaterzaal, maar ín het verhaal zelf, in een sfeervol restaurant, een mysterieus landhuis of een verlaten kasteel.
Welkom in de wereld van Immersive Theatre, waarin u niet alleen toeschouwer bent, maar een actieve deelnemer. Alles om u heen leeft, ademt, liegt of zwijgt. En u? U speelt de hoofdrol in uw eigen detectiveverhaal.
Tijdens elk moordspel vindt er, hoe kan het ook anders, een moord plaats. Soms zelfs meerdere. Het is aan u (en uw medespelers) om uit te zoeken wat er werkelijk is gebeurd.
U verzamelt aanwijzingen, ondervraagt personages en probeert leugens van waarheden te onderscheiden.
Maar pas op: in deze wereld heeft iedereen iets te verbergen.
Een moordspel mag dan draaien om duistere zaken, er wordt ook volop gelachen. De scripts bevatten niet alleen geheimen en intriges, maar ook dubbelzinnige confrontaties, hilarische misverstanden en onverwachte momenten van luchtigheid.
Elke productie is uniek. Waarom?
Omdat uw keuzes, uw vragen en uw interpretaties het verloop van het verhaal beïnvloeden.
Samen creëren we een verhaal dat nooit eerder gespeeld is en nooit meer op dezelfde manier terugkomt.